# Othius punctulatus
Othius punctulatus is een kever in de familie Staphylinoidea. Hij is het hele jaar door te vinden in bosgebieden onder bladeren.

## Kenmerken
Met een lengte van 9-14 mm is hij opvallend groot. Ze hebben een zwarte of zwartbruine basiskleur. De dekschilden, de antennes, de Palpus maxillaris en de benen zijn rood gekleurd.

## Voorkomen
Het verspreidingsgebied van Othius punctulatus ligt in het westelijke Palearctisch gebied. De keversoort is wijdverspreid in Europa. Hun voorkomen varieert van Scandinavië en de Britse eilanden in het noorden tot Zuid-Europa en Noord-Afrika. De soort is holomediterraan, dat wil zeggen vertegenwoordigd in het hele Middellandse Zeegebied. Tot 1000 meter hoogte komt hij algemeen voor, maar er zijn ook exemplaren gevonden op 1700 meter (Alpen), 1450 meter (Canarische eilanden), 3000 meter (Atlasgebergte in Marokko). In Nederland is het een vrij algemene soort. 